# Billets de banque en francs français
Les billets de banque en franc français furent en circulation sur le territoire de la France métropolitaine, et ce, de 1795 jusqu'à l'apparition des billets de banque en euro, en 2002. 

## Les proto-billets

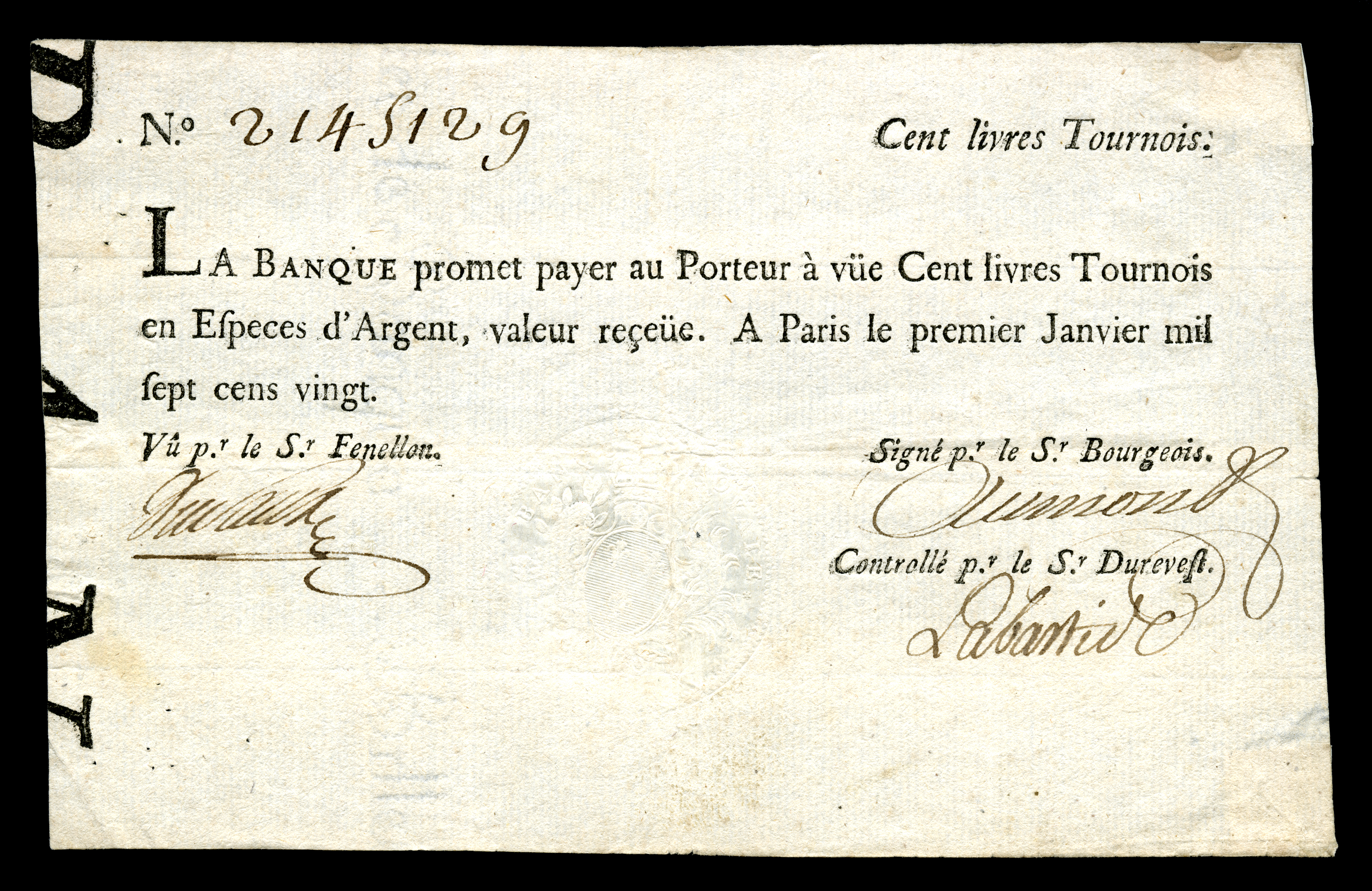
Billet de 100 livres émis par la Banque royale (Paris, 1720).

Mise à part la monnaie de carte canadienne, assimilable à une monnaie-papier de nécessité, la première tentative de véritable billet de banque français fut initiée par John Law de Lauriston qui, au début du XVIIIe siècle, hérite des échecs financiers des précédentes politiques financières du Royaume. Ces billets sont exprimés en livres tournois, alors la monnaie de l'Ancien Régime, qui fut remplacée un siècle plus tard par le franc.
Leurs points communs avec les premières vignettes du siècle suivant sont frappants : excepté la numérotation et les signatures des responsables bancaires, il s'agit d'un ouvrage principalement gravé qui s'exprime en une même forme rectangulaire, par la présence d'un talon et d'un timbre sec de sécurité, et enfin une impression d'un seul côté.
Après le billet de monnoye créé à la fin du règne de Louis XIV et assimilable au bons du trésor moderne, la Banque royale décide en décembre 1718 d'émettre stricto sensu des billets de banque, garantis par l’État et des fonds d'investissements coloniaux, pour des valeurs faciales allant de 100 à 5 000 livres tournois, échangeable contre des espèces d'argent et donnant droit dans un premier temps à une annuité (un intérêt de 5 % en moyenne). En 1720, après que ces billets ont eu cours forcé, le système s'effondrait.
La deuxième expérience de billet de banque français — juste après que, la Caisse d'escompte, assimilable à une banque privée, a lancé des coupons gagés sur ses fonds propres à partir de 1776, papier qui n'est pas considéré comme monnaie — fut celle des assignats suivie par les promesses de mandats territoriaux et les rescriptions de l'emprunt forcé. L'aventure des assignats commença en 1790 et se termina en 1797. L'émetteur central fut la caisse de l’Extraordinaire, dépendant du Gouvernement, mais l'on vit apparaître parallèlement de nombreuses vignettes dite de monnaie de nécessité. À partir de 1795, les vignettes furent libellées en une nouvelle unité de compte, le franc, suivant le système décimal.
Toutes ces tentatives se soldèrent par des désastres financiers (dont une hyperinflation) qui portèrent un temps préjudice au concept de monnaie fiduciaire et au papier-monnaie en général : paradoxalement, la seule manière de faire accepter ce type de moyen de paiement fut d'en imposer l'usage sous réserve d'en garantir l'émission par un organisme central dûment contrôlé et approuvé par l’État.

## La Banque de France

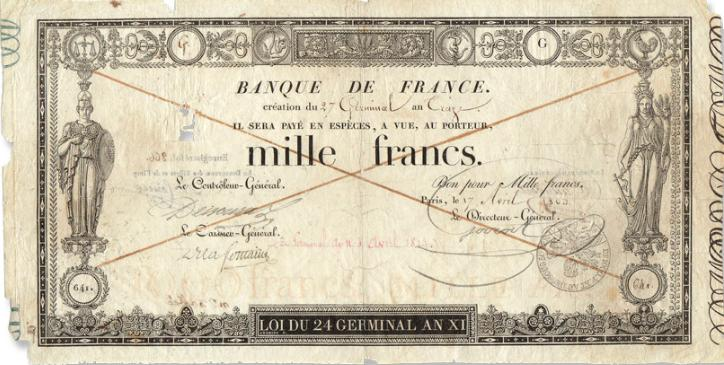
Billet de 1 000 francs de type « noir » et « Germinal » (Banque de France, Paris, 1803).

Créée en 1800 sous l'impulsion de Bonaparte, elle devient progressivement la principale institution privée garantie par l’État qui prend en charge l'émission de papier-monnaie français. Elle accompagne la diffusion de la nouvelle monnaie, le franc germinal, dont la valeur indexée sur l'or ne variera pas jusqu'en 1914.
L'Institut d'émission, dirigé par un directeur général et un caissier général, fit appel à des artistes pour dessiner et graver les vignettes. Pour des raisons évidentes de sécurité, la fabrication du papier monétaire et l'impression sont dûment contrôlés par les autorités : au départ, seuls deux fournisseurs étaient agréés. Dès les premières émissions, les vignettes se démarquent de tout référent politique et chrétien : cet esprit de neutralité et de continuité sera la marque de fabrique des billets français, et ce jusqu'à nos jours.
La Banque de France rembourse au porteur à vue tous les billets émis par elle, quels que soient leurs états de conservation, et ceci tant qu’ils n’ont pas été démonétisés.
Les deux premiers billets de la Banque de France furent créés en juin 1800 : d'un montant de 1 000 et de 500 francs, ils mirent plusieurs années à trouver leurs formes définitives.
Jusqu'en 1914, sur le plan strictement financier, le volume de billets émis, et qui représente ce que l'on appelle la masse monétaire papier, ne sera que très rarement couvert par l'encaisse or déposée à la Banque de France : durant cette période, et contrairement à la légende, les réserves d'or française, à l'instar de celles de la Grande-Bretagne ou plus tard des États-Unis, couvrent en moyenne 5 % à 10 % de cette masse.

## Les types de billets français

### Les billets «noirs»

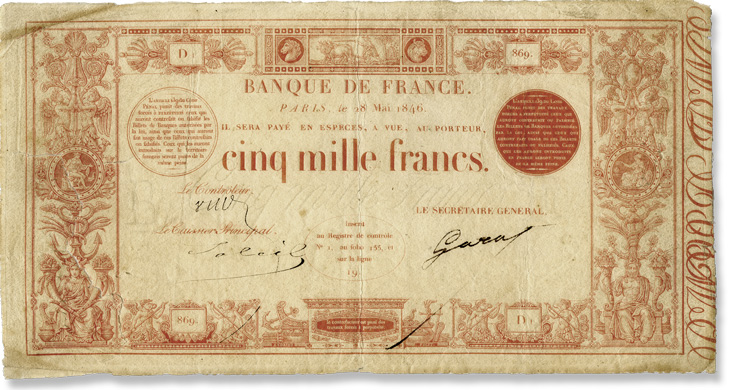
L'éphémère 5 000 francs rouge (1846) : il « pesait » 1,450 kg d'or fin au change, un record !

De 1800 à 1861, les billets de banque sont de couleur noire, unifaces et de valeur faciale élevée. On les appelle les « types noirs ».
Deux exceptions sont cependant à noter :
- le 5 000 francs émis en 1846 et qui est imprimé à l'encre rouge ;
- le 100 francs émis en 1848 et qui est imprimé à l'encre lithographique verte.

### Les billets «bleus»
À partir de 1862, face aux nombreuses tentatives de contrefaçon dues à la diffusion des techniques de gravure essentiellement par clichage photographique, l'Institut d'émission remplace l'encre noire par une teinte bleu céleste, cette couleur n'étant pas reproduisible par les émulsions. D'autre part, les billets sont désormais imprimés recto-verso, avec deux motifs différents gravés. Par ailleurs, le filigrane teinté est introduit, la numérotation et les signatures sont produites mécaniquement. On systématise les points secrets (un détail situé dans le dessin de la gravure et connu de quelques initiés).
En 1870, en pleine guerre franco-prussienne, on décide de créer des billets à faible montant du fait de la raréfaction des pièces de monnaie en argent et en or et des métaux en général. 
Des coupures de 5, 20 et 25 francs voient le jour mais sont retirées de la circulation en 1875 quand l’équilibre budgétaire et les réserves en or de la Banque de France sont restaurés.

### Les billets «bicolores»

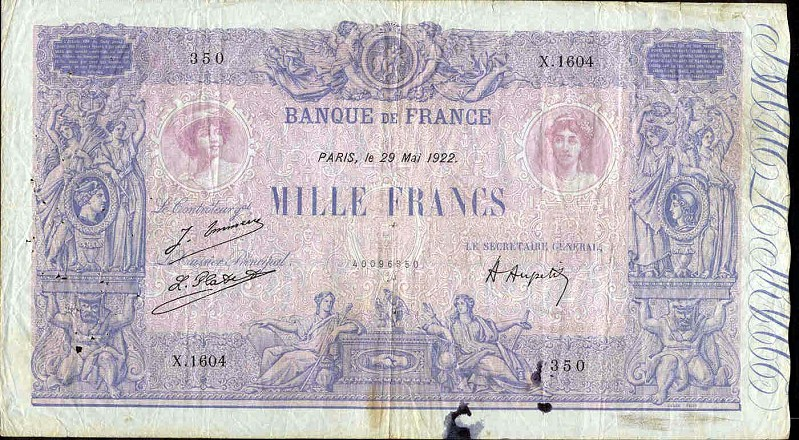
Le recto d'un billet de 1 000 francs bleu et rose imprimé en 1922.

À partir de 1874, toujours soucieuse de contrer les astuces déployés par les faussaires, l'Institut d'émission décide de lancer une coupure imprimée en deux couleurs : c'est ainsi que fut lancé le billet de 20 francs imprimé en bleu et en bistre qui eut d'abord une existence éphémère avant d'être réémis en 1914, à cause de la guerre.
Au début des années 1880, les coupures de 50, 100, 500 et 1 000 francs sont imprimées en bleu et en rose. Certains de ces types de billet (le 500 francs bleu et rose) resteront en circulation pendant près de soixante ans, ce qui constitue un record.
Ces billets se caractérisent par leurs relatifs grands formats et une absence de cartouche blanc réservé au filigrane.

### Les billets «polychromes»

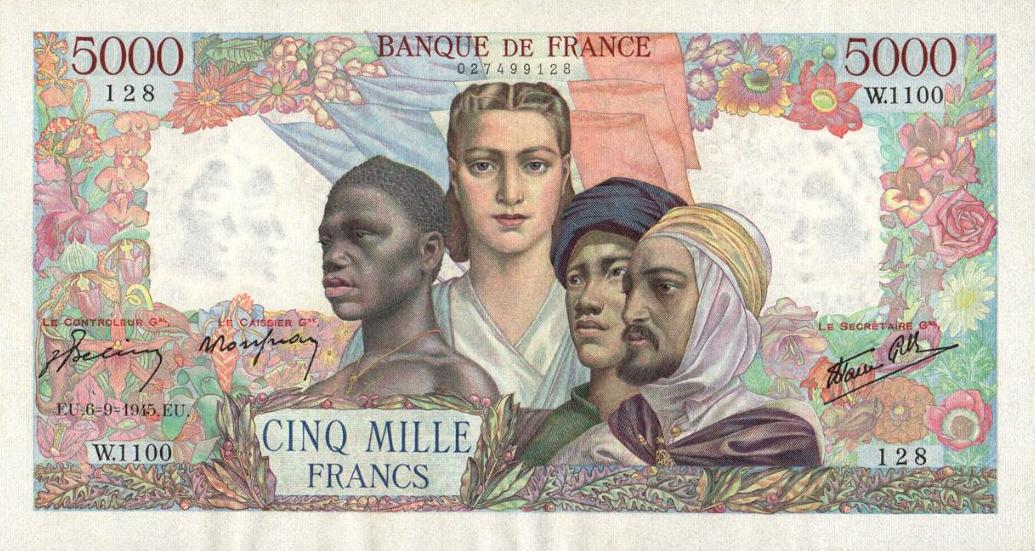
Recto de l'éphémère billet de 5000 francs, unique témoignage monétaire de l'Empire colonial français (1945)

L’introduction de la vignette à quatre couleurs et plus est décidée au début des années 1890. La Banque de France passe la commande de plusieurs modèles de billets à différents artistes. Alors que celui de 100 francs semble prêt, on en retarde l'impression. Il faut attendre 1912 et l'émission du 100 francs Luc Olivier Merson pour voir le premier billet en polychromie sortir des presses.
Les thématiques et motifs illustrant les billets étaient jusqu'alors reliés à la mythologie ou à des figures allégoriques. En pleine Première Guerre mondiale, un billet de 20 francs est créé au motif du Chevalier Bayard : premier billet à mettre en avant un personnage illustre, c'est aussi un outil de propagande, visant à soutenir le moral des Français.
En 1938, tandis que la plupart des billets de type bleu et rose ont disparu, et qu'ont été renouvelées plusieurs fois les gammes, la Banque de France décide d'émettre le fameux 5 000 francs Flameng : créé au début du siècle, imprimé en 1918, ce billet, fantôme d'une époque révolue, tranche par son design exceptionnellement riche avec les autres vignettes.
Durant la Seconde Guerre mondiale, la Banque de France réussira à garder une certaine indépendance, allant jusqu'à imprimer et émettre des billets mettant en avant la fibre nationale : c'est le cas par exemple du surprenant 50 francs Jacques Cœur.
Le 4 juin 1945, la Banque de France procède au plus gros retrait de billets en circulation de son histoire, avant d'entamer la fabrication de vignettes de plus en plus centrées sur des personnages historiques, des créateurs, des artistes et des scientifiques, susceptibles d'être reconnus par tous et ayant contribué à la transformation de la France en pays moderne. C'est ainsi qu'en 1957, un billet à l'effigie d'un roi, Henri IV, est mis en circulation.

### Les billets  de la «Libération»
Ces billets en francs français ont été émis dans le but de remplacer ceux qui ont été fabriqués pendant l'occupation allemande. Au moment de la libération de la France, c'est donc deux nouveaux types de billets imprimés à l'étranger qui vont compléter les anciennes séries : les « billets drapeaux » d'origine américaine et les billets du Trésor d'origine britannique. Les premiers sont injectés par le gouvernement américain et ressemblent aux billets en dollars. Les seconds sont émis par la caisse centrale de la France libre avec l'aide de la banque d'Angleterre notamment pour les territoires libres de l'empire colonial français.

### Les billets en «nouveaux francs»

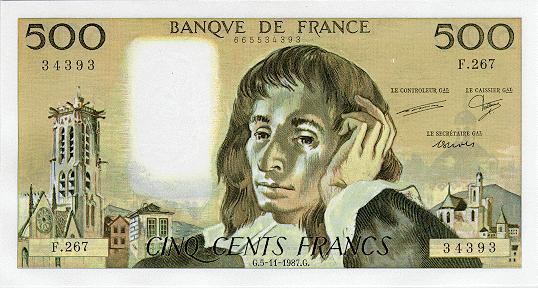
Le recto d'un Pascal, émis en 1987, du nom du célèbre philosophe et mathématicien français Blaise Pascal.

En 1958 on procède à une réforme monétaire importante : on divise les sommes par 100. C'est la création du nouveau franc. Pendant une certaine période d'adaptation, les billets portent la mention nouveaux francs, tout en reprenant les anciens type. Par exemple, le billet de 10 000 francs Bonaparte devient le 100 nouveaux francs Bonaparte.
Au milieu des années 1960, la Banque de France lance une nouvelle série de personnages illustres, allant du 5 francs Pasteur au 500 francs Pascal, ce dernier restant sans doute l'un des billets les plus célèbres de son temps.
Le dernier billet de 5 francs commence à être retiré de la circulation le 6 juin 1971 et est définitivement privé de cours légal le 1er novembre 1972. 
Le dernier billet de 10 francs a été privé de cours légal le 15 septembre 1986. 
Enfin, au milieu des années 1990, la Banque fait appel à un seul artiste, Roger Pfund, pour créer la dernière série en francs français. Imprimés suivant de multiples traits de sécurité, ces billets étaient réputés infalsifiables. 
Le 16 février 2012, les derniers billets en franc français étaient présentés aux comptoirs de la Banque de France afin d'y être échangés contre des euros. Passé cette date, il devenait un objet de collection, comme un autre.